# COMET (Studie)
Bei COMET handelt es sich um eine klinische Studie bzw. um eine randomisierte, kontrollierte Studie, die den relativ neuen und deshalb teuren Betablocker Carvedilol mit dem lange bekannten und preisgünstigen Metoprolol vergleicht. Die Abkürzung COMET bedeutet Carvedilol Or Metoprolol European Trial.

## Ergebnis
Signifikante Senkung (Relative Risikoreduktion) der Sterblichkeit um 17 % durch Carvedilol im Vergleich zu Metoprolol

## Veröffentlichung
Lancet, 2003, 362, S. 7–13 (Originaltitel: Comparison of Carvedilol and metoprolol on clinical outcomes in patients with chronic heart failure in the Carvedilol Or Metoprolol European Trial (COMET): randomised controlled trial) von Philip A. Poole-Wilson u. a.

## Studienanlass
Lange Zeit war unklar, ob der teurere kombinierte Beta1-, Beta2- und Alpha-Blocker Carvedilol Vorteile gegenüber einer reinen Blockade der Beta1-Rezeptoren biete.

## Studiendesign
3.029 Patienten mit Herzinsuffizienz (Stadium NYHA II–IV) wurden randomisiert und entweder der Carvedilol- oder Metoprolol-Gruppe zugeordnet. Voraussetzungen waren dabei
1. eine linksventrikuläre Dysfunktion mit einer EF < 35 %
2. stabile Verhältnisse unter einer Standardtherapie mit ACE-Hemmern und Diuretika

In der Carvedilol-Gruppe wurde einschleichend beginnend mit 3,125 mg 2× täglich bis zur Zieldosis von 25 mg 2× täglich behandelt, in der Metoprolol-Gruppe einschleichend beginnend mit 2× 5 mg bis zur Zieldosis von 2× 50 mg. In beiden Gruppen wurde versucht, diese Zieldosen zu erreichen, sodass die anderen Medikamente im Verlauf der Studie teilweise reduziert wurden.
Studiendauer: Im Mittel 58 Monate.

## Statistische Daten
Angegeben werden hier nur die Durchschnittswerte ohne die Durchschnittsabweichungen, die allerdings, wie von einer guten Studie gefordert wird, in beiden Gruppen vergleichbar waren.
|                            | Carvedilol (1511 Patienten) | Metoprolol (1518 Patienten) |
| Alter                      | 61,6 Jahre                  | 62,3 Jahre                  |
| Männer                     | 1200 (79 %)                 | 1217 (80 %)                 |
| Weiße                      | 1494 (99 %)                 | 1504 (99 %)                 |
| BMI                        | 26,9                        | 26,8                        |
| Systolischer Blutdruck     | 126 mm Hg                   | 126 mm Hg                   |
| Diastolischer Blutdruck    | 77 mm Hg                    | 77 mm Hg                    |
| Puls                       | 81 mm Hg                    | 81 mm Hg                    |
| NYHA-Stadium:              |                             |                             |
| II                         | 730 (48 %)                  | 736 (49 %)                  |
| III                        | 732 (48 %)                  | 716 (47 %)                  |
| IV                         | 49 (3 %)                    | 66 (4 %)                    |
| Dauer der Herzinsuffizienz | 42,6 Monate                 | 42,2 Monate                 |
| alle Todesfälle            | 512 (34 %)                  | 600 (40 %)                  |
| kardiovaskuläre Todesfälle | 438 (29 %)                  | 534 (35 %)                  |
| davon plötzlicher Herztod  | 218 (14 %)                  | 262 (17 %)                  |
| davon Herzversagen         | 168 (11 %)                  | 197 (13 %)                  |
| andere Todesfälle          | 74 (5 %)                    | 66 (4 %)                    |

Vergleichbare Werte konnten in beiden Gruppen weiters bezüglich Begleiterkrankungen, Begleitmedikation und EKG-Befunden erhoben werden.

## Diskussion
Die Relevanz der COMET-Ergebnisse wird bis heute kontrovers diskutiert, da das Metoprolol in geringerer Dosis und in einer anderen Galenik verabreicht wurde, als es der heutigen Standardtherapie bei Herzinsuffizienz entspricht. Kritiker werfen den Leitern der von den Carvedilol-Anbietern Hoffmann-La Roche und GlaxoSmithKline finanzierten Studie vor, dass sie aufgrund dieser Erkenntnisse spätestens 1999 hätte abgebrochen werden müssen. In den aktuellen Leitlinien für die Behandlung der Herzinsuffizienz in Europa und den USA werden die Betablocker Bisoprolol, Carvedilol und Metoprolol als in adäquater Dosierung vermutlich gleichwertig angesehen.
Die Nebenwirkungsrate war unter Behandlung mit Carvedilol tendenziell geringer. Hauptsächliche Nebenwirkungen in beiden Gruppen waren Bradykardien und Blutdruckabfälle.